# Narinder Dhami
Narinder Dhami (* 15. November 1958 in Wolverhampton) ist eine britische Kinder- und Jugendbuchautorin. Ihr bekanntestes Werk ist die Schullektüre Bend it like Beckham, die auf dem gleichnamigen Film basiert.

## Leben und Wirken
Narinder Dhami ist die Tochter eines 1954 nach England ausgewanderten Inders und einer Engländerin. Sie studierte Englisch an der University of Birmingham und arbeitete einige Jahre lang als Lehrerin, bis sie sich ganz der freien schriftstellerischen Tätigkeit widmete und für verschiedene Zeitschriften schrieb. Danach begann sie sich auf das Schreiben von Kinder- und Jugendbücher zu konzentrieren. Sie ist verheiratet und lebt in Cambridgeshire.

## Rezeption
Narinder Dhami veröffentlichte bisher (2012) ihre Werke ausschließlich in englischer Sprache und unter ihrem eigenen Namen. Unter dem Pseudonym Daisy Meadows schreibt sie Geschichten für die in Großbritannien populäre Kinderbuchreihe Rainbow Magic.

## Werke (Auswahl)
- Cinderella. Puffin Books, London 2003, ISBN 0-14-131643-8.
- Angel Face. Harper Collins, London 1995, ISBN 0-00-675021-4.
- Changing Places. OUP, Oxford 2002, ISBN 0-19-275232-4.
- Annie’s Game. Corgi Yearling, London 1999, ISBN 0-440-86401-1.
- Animal Crackers. Young Corgi, London 2000, ISBN 0-552-54626-7.
- Sari Sisters. Ravensburger Buchverlag, Ravensburg 2006/07 (2 Bde.)

1. Bollywood ist überall („Bindi Babes“).  2006, ISBN 3-473-52305-4.[1]
2. Liebe wie in Bollywood („Bhangra Babes“). 2007, ISBN 978-3-473-52330-6.

- Sunita’s Secret. Corgi Yearling, London 2006, ISBN 0-440-86629-4.
- Dani’s Diary. Corgi Yearling, London 2007, ISBN 978-0-440-86728-9.
- Kick It Like Beckham. („Bend It Like Beckham“). Ravensburger Buchverlag, Ravensburg 2005, ISBN 3-473-54260-1.
- Superstar Babes. Corgi Yearling, London 2008, ISBN 978-0-440-86729-6.
- Alice, Fernsehsuperstar. („Starring Alice Mackenzie“). Carlsen, Hamburg 2001, ISBN 3-551-36109-6.
- Böser Bruder, toter Bruder. („Bang Bang, You’re Dead“). Ravensburger Buchverlag, Ravensburg 2011, ISBN 978-3-473-35332-3.
- Animal Stars. Hodder Children’s, London 1999ff.

1. Harry's Starring Role. 1999.
2. Casper in the spotlight. 1999, ISBN 0-340-74401-4.
3. Spike's Secret. 1999, ISBN 0-340-74402-2.
4. Coco on the Catwalk. 1999, ISBN 0-340-74403-0.
5. Midnight the Movie Star. 1999, ISBN 0-340-74404-9.
6. Trixie's Magic Trick. 1999, ISBN 0-340-74405-7.